# Новосады (Дзержинский район)
Новоса́ды (бел. Наваса́ды) — деревня в составе Демидовичского сельсовета Дзержинского района Минской области Беларуси. Деревня расположена приблизительно в 13 километрах на северо-северо-восток от центра Дзержинска и в 29 километрах на запад-юго-запад от центра Минска.

## История
В источниках деревня Новосады известна со 2-й половины XVIII века в составе Минского повета Минского воеводства Великого княжества Литовского. После второго раздела Речи Посполитой в составе Российской империи. В 1800 году деревня Новосады, где насчитывалось 28 дворов и 138 жителей, находилась во владении Минского стольника К. Лихадиевского и деревня Малые Новосады (7 дворов, 48 жителей), находилась во владении Радзивиллов, в составе Минского уезда.
В середине XIX века принадлежала помещику И. Берновичу, владельцу имения Новосады. В 1860 году на средства прихожан в деревне была построена деревянная Успенская церковь, в 1861 году в селе насчитывалось 30 дворов, проживали 205 жителей. В 1870 году в Новосадах проживали 113 жителей мужского пола, деревня находилась в составе Новосадской сельской общины и имения Коптевщина помещиков Войтеховских.
Во второй половине XIX — начале XX века в составе Койдановской волости Минского уезда Минской губернии. У жителей деревни были продолжительные споры с помещиком за право пользоваться сельским лугом. В июне 1892 года сельчане совершили самовольный выпас своего скота на помещичьих землях. В 1897 году в селе Новосады проживали 307 жителей, насчитывалось 48 жителей, где работала церковь, хлебозапасный магазин, корчма, в имении Новосады насчитывалось 60 дворов, работала водяная мельница. В 1899 году в Новосадах была открыта церковно-приходская школа. В 1917 году в деревне 70 дворов, 451 житель, в имении — 150 жителей. С 9 марта 1918 года в составе провозглашённой Белорусской Народной Республики, однако фактически находилась под контролем германской военной администрации. С 1 января 1919 года в составе Советской Социалистической Республики Белоруссия, а с 27 февраля того же года в составе Литовско-Белорусской ССР, летом 1919 года деревня была занята польскими войсками, после подписания рижского мира — в составе Белорусской ССР.
С 20 августа 1924 года деревня в составе Новосадского сельсовета (центр — д. Юцки) Койдановского района Минского округа, который с 23 марта 1932 году до 14 мая 1936 года являлся польским национальным с/с, с 29 июня 1932 года Койдановский район стал именоваться Дзержинским. 31 июля 1937 года Дзержинский польский национальный район был упразднён, территория сельсовета передана в состав Заславского района. С 20 февраля 1938 года деревня в составе Минской области, с 4 февраля 1939 года в составе восстановленного Дзержинского района. В 1926 году (по данным переписи) в селе насчитывалось 77 дворов, проживали 377 жителей, в одноимённом посёлке — 20 дворов, 75 жителей. В это время в деревне работала начальная школа, которая находилась в арендном помещении (в 1925 году — 48 учащихся). В 1930-е годы, в ходе коллективизации был организован колхоз «Новосады», который обслуживала Путчинская МТС, были открыта кузница, шорная мастерская.
В Великую Отечественную войну с 28 июня 1941 года по 6 июля 1944 года деревня находилась под немецко-фашистской оккупацией. Во время Великой Отечественной войны деревня считалась партизанской. Партизаны здесь отдыхали, возвращаясь с боевых операций. Местные жители их кормили, а также давали с собой продукты. Многие новосадцы специально пекли хлеб для лесных солдат. Как вспоминает местная жительница Валентина Матусевич, напротив её дома жила семья Верковичей, чей сын являлся партизаном. Узнав об этом, оккупанты сожгли в доме его родителей, а сестру, пытавшуюся убежать, застрелили.
С 16 июля 1954 году деревня в составе Вертниковского сельсовета, с 8 апреля 1957 года — в составе Демидовичского сельсовета (переименованный Сталинский с/с). В 1960 году в деревне проживал 221 житель, с 1963 года в составе колхоза «Демидовичи». В 1991 году в Новосадах насчитывалось 47 хозяйств, проживали 99 жителей. По состоянию на 2009 год деревня в составе УП «Демидовичи». Вблизи деревни находятся городище, несколько селищ и кугранный могильник.

## Известные уроженцы
- Василий Фёдорович Мачульский[бел.] (1893—1973) — белорусский литературовед, кандидат филологических наук;
- Анатолий Иванович Гармоза[бел.] (род. 1955) — белорусский художник.

## Население
| Численность населения (по годам) | Численность населения (по годам) | Численность населения (по годам) | Численность населения (по годам)   | Численность населения (по годам) | Численность населения (по годам) | Численность населения (по годам) | Численность населения (по годам) | Численность населения (по годам) |
| 1800                             | 1861                             | 1897                             | 1909                               | 1917                             | 1926                             | 1960                             | 1991                             | 1999                             |
| -------------------------------- | -------------------------------- | -------------------------------- | ---------------------------------- | -------------------------------- | -------------------------------- | -------------------------------- | -------------------------------- | -------------------------------- |
| 186                              | ↗ 205                            | ↗ 307                            | ↗ 320[страница не указана 673 дня] | ↗ 451                            | ↗ 452                            | ↘ 221                            | ↘ 99                             | ↘ 84                             |
| 2004                             | 2009                             | 2017                             | 2018                               | 2020                             | 2022                             |                                  |                                  |                                  |
| ↘ 36                             | ↘ 32                             | ↘ 14                             | → 14                               | ↗ 19                             | ↗ 31                             |                                  |                                  |                                  |